# Scheienkopf
Scheienkopf je planina na granici Lihtenštajna i Austrije, dok je sam vrh (2159 m/nm) u Austriji. Planina je dio lanca Rätikon u istočnim Alpama.
Planina se nalazi u istočnom dijelu Lihtenštajna. Istočno od glavnog grada - Vaduza, u njegovom podnožju smjestila se komuna-zajednica Balzers.